# 八木均
八木均（やぎ ひとし、1971年8月12日 - ）は、日本の陸上競技選手。300m元高校最高記録保持者。
1987年、東京農業大学第二高等学校に入学。1年次から抜群の脚力をみせ、10月の国体少年B400mを47秒66の高1歴代2位（当時）の好記録で制した。
1989年4月23日、群馬県前橋市の敷島公園陸上競技場で開催された群馬リレーカーニバルで300mに出場。33秒91の高校最高記録を樹立した。この記録は2014年にウォルシュ・ジュリアンらに破られるまで約25年間高校最高記録であった。
1989年8月のインターハイ400mで3位、1600mリレーではアンカーを務め、3分12秒42の高校歴代2位（当時）の記録で準優勝。
400mのベストは47秒16。
100m元日本記録保持者の宮田英明は、高校時代のチームメイト。
現在は、日本スタビライゼーション協会インストラクターとしてスポーツ指導や健康運動のための指導者として活動している。

## 関連人物
- 剣持英紀